# Grand Prix de Zurich 1994
La 79e édition du Championnat de Zurich a lieu le 21 août 1994. Remportée par l'Italien Gianluca Bortolami, de l'équipe Mapei-Clas, elle est la huitième épreuve de la Coupe du monde.

## Classement final
| Pos. | Cycliste             | Équipe                  | Temps           |
| ---- | -------------------- | ----------------------- | --------------- |
| 1    | Gianluca Bortolami   | Mapei-Clas              | 6 h 14 min 11 s |
| 2    | Johan Museeuw        | GB-MG                   | m.t.            |
| 3    | Maurizio Fondriest   | Lampre-Panaria          | m.t.            |
| 4    | Claudio Chiappucci   | Carrera-Tassoni         | m.t.            |
| 5    | Bjarne Riis          | Gewiss-Ballan           | m.t.            |
| 6    | Felice Puttini       | Brescialat-Refin        | m.t.            |
| 7    | Pascal Richard       | GB-MG                   | m.t.            |
| 8    | Giorgio Furlan       | Gewiss-Ballan           | m.t.            |
| 9    | Lance Armstrong      | Motorola                | m.t.            |
| 10   | Francesco Casagrande | Mercatone Uno-Medeghini | m.t.            |